# 藤谷陽子
藤谷 陽子（ふじたに ようこ、4月16日 - ）は、日本の漫画家。秋田県出身。姉は漫画家のハルミチヒロ。

## 作品

### 一般作品
連載作品
- スライハンド（原作：我孫子武丸、マッグガーデン、『コミックブレイドMASAMUNE』連載、全1巻）
- ひそひそ-silent voice-（アスキー・メディアワークス、『シルフ 』→『COMIC it』連載、全6巻）
- 一条かれんは誘惑する（BookLive!（単行本はリイド社）、『ズレット!』連載、全1巻）
- 淡河実永は生殺しがつらい（BookLive!（単行本はリイド社）、『ズレット!』連載、全1巻）
- 一目惚れと言われたのに実は囮だと知った伯爵令嬢の三日間（原作：千石かのん、キャラクター原案：八美☆わん、一迅社、『ゼロサムオンライン』連載[2]、全6巻）

アンソロジー
- 公式コミックアンソロジーとある科学の超電磁砲 featuring とある魔術の禁書目録2（アスキー・メディアワークス、電撃コミックスEX刊）

### ボーイズラブ作品
表題作以外にも読み切りが併録されている単行本作品もある。
連載作品
- 愛してる（コアマガジン、drap連載）※雑誌連載時は「COLORS」
- るったとこだま（角川書店、CIEL Tre'sTre's連載）
- 鍵盤の上のカレス（コアマガジン、drap連載）※雑誌掲載時は「音大シリーズ」
- 王様の恋あそび（コアマガジン、drap連載）
- こどもエンドロール（コアマガジン、drap連載）
- いい子いい子してあげる（角川書店、CIEL連載）
- ロマンチックポルノ（コアマガジン、drap連載）
- 結婚するかもしれない男（日本文芸社、花恋連載）
- 運命は迷子（コアマガジン、drap連載）
- 7年目の純愛（リイド社、mimosa連載）

短編作品
- シャンプー（コアマガジン、drap掲載の短編集）
- ボーダーライン（コアマガジン、drap掲載の連作短編集）
- ハッピーライフ!（心交社、アンソロジーコミックmoca掲載の短編集）

同人誌掲載
- 同人作家コレクション 40（ふゅーじょんぷろだくと、同人誌掲載の作品集）
- 藤谷陽子根性組合RTN 3 BOX（ブライト出版、同人誌掲載の作品集）